# Theologische Hochschule Friedensau

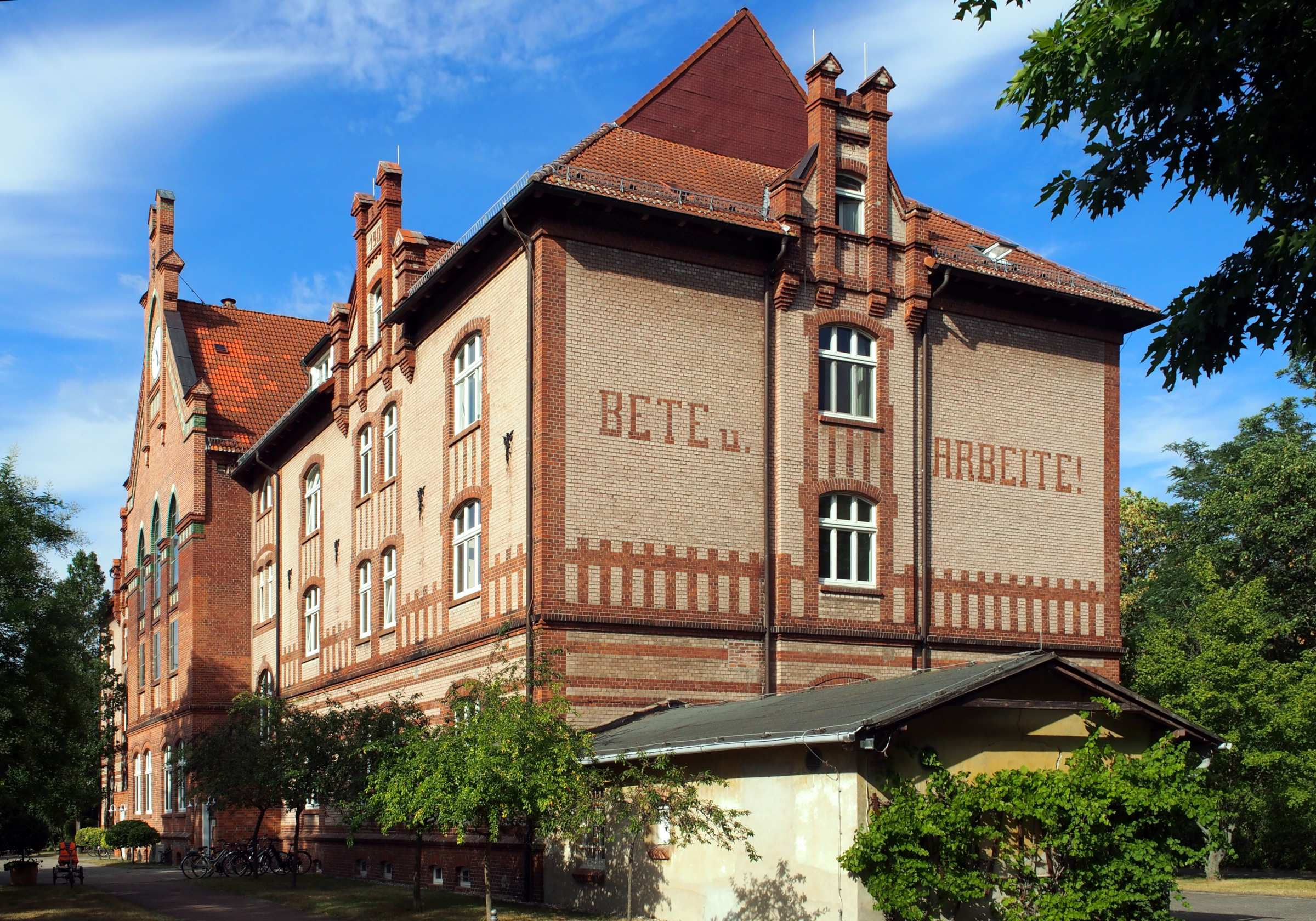
Otto-Lüpke-Haus, Rektoratsgebäude der Theologischen Hochschule Friedensau

Die Theologische Hochschule Friedensau ist eine staatlich anerkannte Hochschule in freikirchlicher Trägerschaft mit Sitz in Friedensau, einem Ortsteil der Stadt Möckern in Sachsen-Anhalt. Sie wird von der Freikirche der Siebenten-Tags-Adventisten getragen.

## Geschichte
1899 auf Betreiben von Ludwig Richard Conradi als „Industrie- und Missionsschule“ mit zunächst sieben Schülern in Friedensau gegründet, entwickelte sie sich in der ersten Hälfte des 20. Jahrhunderts zu einer kirchlichen Bildungseinrichtung für den gesamten mittel- und osteuropäischen Raum. Von seiner Gründung bis nach dem Zweiten Weltkrieg fungierte der Deutsche Verein für Gesundheitspflege als Träger der Einrichtung, bis sie hernach als kirchliche Institution anerkannt wurde.
In der Blütezeit bis zum Ersten Weltkrieg absolvierten jährlich bis zu 250 Personen ihre Ausbildung. Ab 1914 wurde ein Teil der Schulgebäude als Lazarett genutzt. Erst 1919 konnte der Unterricht wieder aufgenommen werden. Im Verlauf des Zweiten Weltkrieges musste der Lehrbetrieb erneut eingestellt werden. 1943 beschlagnahmte die Wehrmacht die meisten Gebäude und richtete erneut ein Lazarett ein. Die sowjetische Armee nutzte Friedensau später ebenfalls als Lazarett. 1947 wurden die Gebäude wieder freigegeben.
In den 40 Jahren der DDR konnte sich das Seminar behaupten und entwickelte sich zur Hochschule, die seit 1990 staatlich anerkannt ist. Heute ist die Theologische Hochschule Friedensau neben der Hochschule für Kirchenmusik in Halle eine der beiden kirchlichen Hochschulen in Sachsen-Anhalt. Derzeit lehren neun Professoren mit ihren Mitarbeitern an der Hochschule.

## Studiengänge
Die Theologische Hochschule umfasst die Fachbereiche „Theologie“ und „Christliches Sozialwesen“.
Folgende Studiengänge werden angeboten:
- Theologie (B.A./M.A.)
- Master of Theological Studies (M.T.S.), mit Schwerpunkten Adventist Studies und Mission Studies (seit Oktober 2008, in englischer Sprache)
- Soziale Arbeit (B.A.)
- Gesundheits- und Pflegewissenschaften (B.A.) in Kooperation mit der Akademie für Gesundheits- und Pflegewissenschaften Waldfriede, Berlin
- Sozial- und Gesundheitsmanagement (M.A.)
- International Social Sciences (Internationale Sozialwissenschaften) (M.A., seit Oktober 2008 in englischer Sprache)
- Counseling (Beratung) (M.A.)
- Musiktherapie (M.A.) in Kooperation mit dem Institut für Musiktherapie, Berlin

Voruniversitäres Programm:
- Deutsch als Fremdsprache (TestDAF-Prüfung und das „Kleine deutsche Sprachdiplom“ des Goethe-Instituts)

Die ThHF besitzt bisher nicht das Promotionsrecht. Ein eigenes Promotionsrecht wird angestrebt.

## Einrichtungen

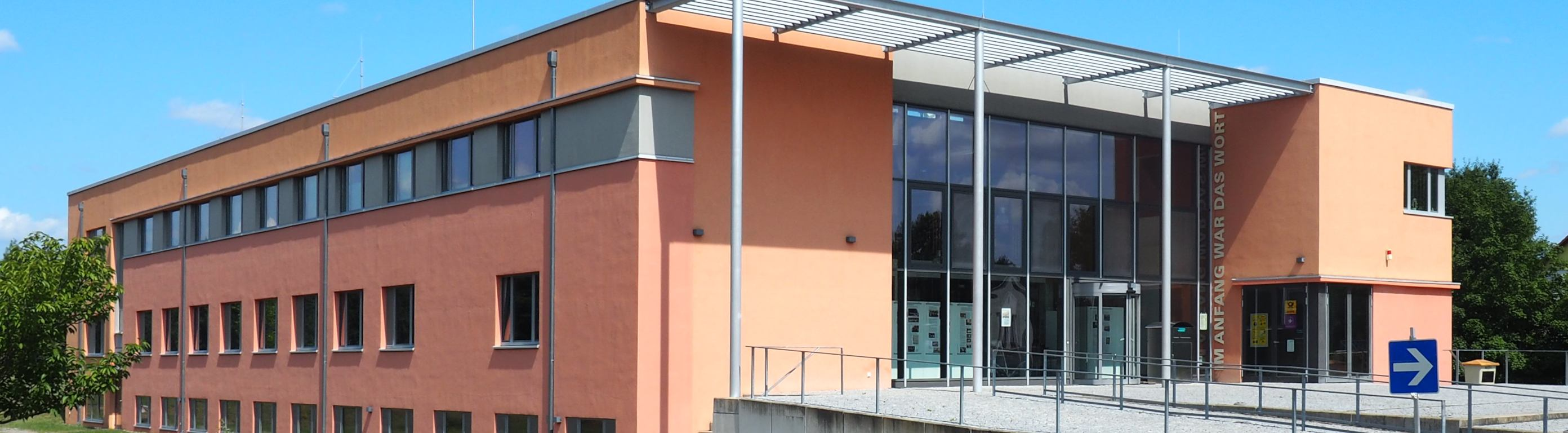
Die Friedensauer Hochschulbibliothek

An der Hochschule sind neben den klassischen Abteilungen der akademischen Fächer die folgenden Institute angesiedelt:
- Historisches Archiv der Freikirche der Siebenten-Tags-Adventisten in Europa
- Institut für Geschichte der Siebenten-Tags-Adventisten
- Institut für Altes Testament und Biblische Archäologie
- Institut für Entwicklungszusammenarbeit
- Institut für Familien- und Sozialforschung
- Institut für Sucht- und Abhängigkeitsfragen
- Institut für Musiktherapie
- Institut für Kirchenmusik
- Institut für Sprachen
- Missionswissenschaftliches Institut
- An-Institut für kulturrelevante Kommunikation und Wertebildung
- An-Institut für Weiterbildung
- An-Institut für Religionsfreiheit

Die Hochschulbibliothek umfasst ca. 120.000 Einheiten und kann 53 Stunden pro Woche kostenlos genutzt werden.

## Publikationen
Zu den regelmäßig erscheinenden Publikationen zählen
- Die theologische Zeitschrift Spes Christiana
- Drei Serien der Friedensauer Schriftenreihe (A: Theologie; B: Gesellschaftswissenschaften; C: Musik-Kirche-Kultur)

## Bekannte Absolventen
- Friedrich Hambrock (1890–1985), deutscher Theologe
- Siegfried Horn (1908–1993), deutsch-amerikanischer Ägyptologe, Archäologe
- Siegbert Uhlig (* 1939), deutscher Äthiopist
- Matthias Gehler (* 1954), deutscher Journalist
- Gerhard Miesterfeldt (* 1954), deutscher Politiker
- Mathias Gauer (* 1956), deutscher Kirchenmusiker
- Johannes Hartlapp (* 1957), deutscher Kirchengeschichtler, Freikirchenforscher, Hochschullehrer

## Bekannte Lehrer und Dozenten
- Emmy C. Behn (1872–1948), deutsch-amerikanische Ärztin, Lehrerin, Publizistin („Gute Gesundheit“). Erste Deutsche, die 1908 ihr medizinisches Staatsexamen in Philadelphia bestand. Sie war eine der wenigen Medizinerinnen im Deutschen Kaiserreich. Ab ca. 1920 war sie als Gynäkologin mit Approbation (eine große Seltenheit im Dritten Reich) in Kassel tätig.[7]
- Hermann Kobs (1899–1972), deutscher Theologe, Pastor, Lehrer
- Dieter Leutert (* 1929), deutscher Kirchengeschichtler, Hochschullehrer
- Hans Heinz (1930–2021), österreichischer Theologe, Autor, Hochschullehrer
- Wolfgang Kabus (* 1936), deutscher Kirchenmusiker, Hymnologe, Hochschullehrer
- Michael Dieterich (* 1942), deutscher Hochschullehrer für Erziehungswissenschaft, Sozialpädagogik und Psychotherapie
- Daniel Heinz (* 1957), österreichischer Kirchengeschichtler, Freikirchenforscher, Hochschullehrer

## Seminardirektoren, Seminarleiter, Schulleiter, Direktoren (bis 1990)
- Otto Lüpke (1871–1914), Seminardirektor 1899–1914[8]
- Erich Meyer (1879–1958), Seminardirektor 1914–1917 und 1920–1921[8]
- Joseph Eßer (1864–1950), Seminardirektor 1917, Oberpfleger[8]
- Wilhelm Mueller, Seminardirektor 1919–1920 und 1921–1925[8]
- Bruno Ohme, Seminardirektor 1925–1928[8][9]
- Richard Dangschat, Seminardirektor 1933–1934[8]
- Curt Wilhelm Michael (1884–1945), Seminardirektor 1928–1934 und 1939–1945[8]
- Walter Heinrich Eberhardt (1902–1980), Seminardirektor 1934–1939 und Seminarleiter 1947–1954[8]
- Siegfried Lüpke (1903–1973), Seminarleiter 1954–1968[8][9]
- Felix Schönfeld (1925–2015), Schulleiter 1968–1982[8]
- Manfred Böttcher (1925–2019), Direktor 1982–1990[8]
- Bernhard Oestreich, Direktor 1990–1991

## Rektoren (ab 1991)
- Baldur Pfeiffer (1937–2018), Rektor 1991–1996
- Udo Worschech (* 1942), Rektor 1996–2007
- Johann Gerhardt (1937–2017), Rektor 2007–2011
- Friedbert Ninow (* 1961), Rektor 2011–2016
- Roland E. Fischer (* 1960), Rektor seit 2016